# توماش ژپکا
توماش ژپکا (چکی: Tomáš Řepka؛ زادهٔ ۲ ژانویهٔ ۱۹۷۴) بازیکن فوتبال اهل جمهوری چک بود.
از باشگاه‌هایی که در آن بازی کرده‌است می‌توان به باشگاه فوتبال وستهام یونایتد، باشگاه فوتبال اسپارتا پراگ، باشگاه فوتبال فیورنتینا، و باشگاه فوتبال بانیک استراوا اشاره کرد.
وی همچنین در تیم‌های ملی فوتبال زیر ۲۱ سال جمهوری چک، چکسلواکی، و جمهوری چک بازی کرده‌است.